# Novoukrajinka

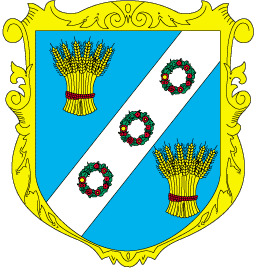
Novoukrajinkas tidigare vapen.

Novoukrajinka (ukrainska: Новоукраїнка uttal (fil)) är en stad i Kirovohrad oblast i centrala Ukraina med omkring 16 000 invånare. År 2013 hade Novoukrajinka 18 011 invånare.